# Гіндс (округ, Міссісіпі)
Шаблон:StateAbbr_ 32°16′ пн. ш. 90°26′ зх. д. / 32.26° пн. ш. 90.44° зх. д.
Округ  Гіндс (англ. Hinds County) — округ (графство) у штаті Міссісіпі, США. Ідентифікатор округу 28049.

## Історія
Округ утворений 1821 року.

## Демографія
За даними перепису 
2000 року 
загальне населення округу становило 250800 осіб, зокрема міського населення було 212660, а сільського — 38140.
Серед мешканців округу чоловіків було 117963, а жінок — 132837. В окрузі було 91030 домогосподарств, 62315 родин, які мешкали в 100287 будинках.
Середній розмір родини становив 3,22.
Віковий розподіл населення поданий у таблиці:
| Стать    | До 15 років | 15-21 | 22-29 | 30-39 | 40-49 | 50-65 | 65-85 | Понад 85 |
| -------- | ----------- | ----- | ----- | ----- | ----- | ----- | ----- | -------- |
| Чоловіки | 29389       | 15453 | 14230 | 16488 | 16804 | 15235 | 9356  | 1008     |
| Жінки    | 28367       | 15546 | 15680 | 18737 | 19583 | 17775 | 14500 | 2649     |

## Суміжні округи
- Медісон — північний схід
- Ренкін — схід
- Копая — південь
- Клейборн — південний захід
- Воррен — захід
- Язу — північний захід

## Виноски
1. ↑  U.S. Decennial Census. United States Census Bureau. Архів оригіналу за 26 квітня 2015. Процитовано 21 жовтня 2014.
2. ↑  Historical Census Browser. University of Virginia Library. Архів оригіналу за 11 серпня 2012. Процитовано 21 жовтня 2014.
3. ↑  Population of Counties by Decennial Census: 1900 to 1990. United States Census Bureau. Архів оригіналу за 28 грудня 2014. Процитовано 21 жовтня 2014.
4. ↑  Census 2000 PHC-T-4. Ranking Tables for Counties: 1990 and 2000 (PDF). United States Census Bureau. Архів оригіналу (PDF) за 18 грудня 2014. Процитовано 21 жовтня 2014.
5. ↑  State & County QuickFacts. United States Census Bureau. Архів оригіналу за 7 червня 2011. Процитовано 3 вересня 2013.(англ.) Наведено за англійською вікіпедією.
6. ↑  American FactFinder. Бюро перепису населення США. Архів оригіналу за 21 травня 2008. Процитовано 31 січня 2008.

| США | Це незавершена стаття з географії США. Ви можете допомогти проєкту, виправивши або дописавши її. |